# Богдан Николов
Богдан Николов (Богдан Николов Цветков) е български археолог, краевед. Дълги години се е занимавал с откриване и проучване на археологически обекти в района на гр. Враца и Врачански окръг.

## Биография
Роден е на 16 август 1926 г. в с. Алтимир, в семейството на Никола Цветков Бойков и Елена Маринова Нинова. Негов по-малък брат е артистът Цвятко Николов. Негов брат е и капитан Васил Цветков, загинал на 29 януари 1963 г. при потъването на моторен кораб „Галата“ край Балчик. Баща им е бил хлебар. Средното си образование Богдан Николов завършва през 1946 г. в гр. Кнежа.
От 1947 до 1960 г. работи като учител и помощник-учител в различни населени места. Една година участва в археологическите проучвания на известната Карановска селищна могила, проучвания ръководени от Васил Миков. През 1954 г. завършва история в Софийския университет „Климент Охридски“.
По време на работата си като учител непрекъснато се занимава с археология и изследва историята на всички места, в които е учителствал. Създал е близо 60 училищни музейни сбирки.
От 1960 г. работи в Историческия музей във Враца. Става кандидат на историческите науки с дисертация на тема „Развитие на халколитните култури в Западна България“ през 1981 г.
Повече от 30 години се занимава с проучване на археологически обекти. Сред най-значителните му открития е втората част от сребърното тракийско съкровище от с. Рогозен, намерено през 1986. Друго важно негово откритие е халколитната култура Градешница u известната плочка от Градешница.
Богдан Николов е автор на 103 научни публикации и 500 научнопопулярни статии в български и чуждестранни издания. Автор е на книгите От Искър до Огоста и Топонимията на Врачанска околия. Носител е на ордените Кирил и Методий и 1300 години България.
Умира на 30 август 1997 г. На 29 октомври 2016 г. на входа на читалището в родното му село е поставена паметна плоча.

## Избрана библиография
- „От Искър до Огоста (История на 151 села и градове от бившия Врачански окръг)“, София, 1996, 171 с.
- „Топонимията на Врачанска околия (17 530 имена на местности)“, София, 1997, 236 с.